# باثي سيس
باثي سيس (مواليد 16 مارس 1994) هو لاعب كرة قدم سنغالي يلعب في مركز خط الوسط في نادي رايو فايكانو.

## وصلات خارجية
- باثي سيس على موقع قاعدة بيانات كرة القدم.إي يو (الإنجليزية)
- باثي سيس على موقع ليكيب (الفرنسية)
- باثي سيس على موقع ناشيونال فوتبول تيمز (الإنجليزية)
- باثي سيس على موقع Soccerway.com (الإنجليزية)
- باثي سيس على موقع عالم كرة القدم.نت (الإنجليزية)